# Dhisana Corona
Dhisana Corona est une corona, formation géologique en forme de couronne, située sur la planète Vénus par 14,5° N et 111,7° E. Elle est localisée dans le quadrangle de Niobe Planitia. Elle a été nommée en référence à Dhisana, déesse védique de l'abondance. 

## Géographie et géologie
Dhisana Corona couvre une surface circulaire d'environ 100 km de diamètre. 